# Оплавлення
Оплавлення — це процес, при якому матеріал (наприклад, метал, гірська порода, мінерал) розм'якшується та плавиться під впливом тепла, що призводить до зміни його форми та утворення дефектів на поверхні, таких як провали, натіки або бульбашки. Залежно від контексту, оплавлення може мати місце при різних процесах, включаючи зварювання, напилення та паяння тощо.
Таким чином, «оплавлення» описує процес, в якому матеріал переходить у рідкий стан під впливом тепла, що може призводити до зміни його форми та структури.

## У металургії та зварюванні
Див. Зварювання оплавленням
Оплавлення може бути частиною процесу зварювання плавленням, коли кромки деталей, що з'єднуються, розплавляються і утворюють загальну зварювальну ванну. Також зварювання оплавленням — це метод контактного стикового зварювання, де деталі спочатку нагріваються, а потім зближуються.

## У технології покриттів
Див. Напилення з оплавленням
Оплавлення використовується при напиленні покриттів, коли матеріал, що напилюється, плавиться і утворює щільне, зносостійке і корозійностійке покриття.

## У пайці
Оплавлення — це один з методів паяння, що широко застосовується для монтажу компонентів на друковані плати. У цьому процесі припій розплавляється, поєднуючи компоненти з платою.

## У переробці пластмас
Оплавлення (reflow) — це процес отримання виробів з гранульованих, порошкоподібних або тонкодисперсних термопластів шляхом їх плавлення.

## У побуті
Оплавлення може відбуватися під час перегріву матеріалів, наприклад, при тривалому впливі високої температури на пластикові деталі.

## Інтернет-ресурси
- Stephan Kallee: Abbrennstumpfschweißen — Ein Widerstandsschweißprozess für Metalle (EN ISO 4063: Referenz-Nr. 24).
- Youtube: Erklärung des Abbrennstumpfschweißverfahren
- US 0